# 富士信成 (市十郎)
富士 信成（ふじ のぶなり）は、 江戸時代後期の旗本。関東在地の富士氏の一族。

## 出自
富士信成は富士信清の子である。『寛政重修諸家譜』巻第三百七十九（以下『寛政譜』）に名が見えることから、『寛政譜』成立時には出生していたが、成立時点では家督を継いではいない。
その後信清より相模国・武蔵国・下総国の各所領を受け継いだ。

## 所領

### 相模国鎌倉郡長尾台村
相模国鎌倉郡長尾台村は、富士信重以来代々富士氏が知行地としていた地である。『新編相模国風土記稿』の長尾台村の条に「今富士市十郎知行す」とあり、『新編相模国風土記稿』編纂時には信成が知行地としていることが知られる。

### 武蔵国都筑郡久保村
武蔵国都筑郡久保村は、父である富士信清以来知行地としてきた地である。天保年間の「村宿石高帳」の久保村に富士市十郎知行分が確認され、また同時期史料の天保14年（1843年）「保土ヶ谷宿場組合村々石高家数書上帳」の久保村に富士市十郎知行分が見え、信成に継承されている。

### 武蔵国橘樹郡上小田中村
武蔵国橘樹郡上小田中村は、富士信良以来代々富士氏が知行地としてきた地である。少なくとも文政10年（1827年）時点では富士市十郎知行所となっており、信成が上小田中村の領主となっている。また文政12年（1829年）12月の記録に、橘樹郡上小田中村について「富士市十郎様御知行所」とある。
『旧高旧領取調帳』の作成時点では、上小田中村の富士氏分は114石余であった。 

### 下総国千葉郡神久保村
下総国千葉郡神久保村は、富士信良以来代々富士氏が知行地としてきた地である。慶応3年（1867年）2月「下総国御改革組合限地頭性名井村名郡附帳」の神ノ久保村に富士市十郎分が確認され、信成に継承されていることが分かる。